# USS Boston (1825)

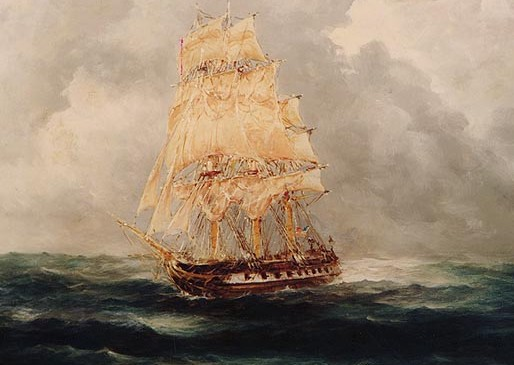
USS Boston (1825)

De vierde USS Boston (1825) was een 18 kanonnen tellende oorlogszeilsloep, te water gelaten op 15 oktober 1825, door de Boston Navy Yard en het volgende jaar in dienst gesteld bij de United States Navy. Master Commandant (Meester Commandant) Beekman V. Hoffman werd de gezagvoerder.

## Geschiedenis
De "USS Boston" diende aanvankelijk op de Braziliaanse zeecontrolepost tussen 1826 en 1829, en in de Middellandse Zee, tussen 1830 en 1835. Ze werd daarna voorlopig opgelegd in de Boston Navy Yard tot aan haar actievere deelname met het West-Indië-Squadron in 1836.
Uitgezonderd voor twee kortere periodes tijdens een gewone oplegging in de New York Navy Yard, diende ze nu voortdurend voor de volgende tien jaren in actievere diensten. De "USS Boston" kruiste in de West-Indiën tussen 1836 en 1839, in Oost-Indië tussen 1841 en 1843, en bij de kust van Brazilië tussen 1843 en 1846. Ze werd daarna ingezet tot actievere deelneming met commodore Pearson's Thuis Eskader voor de blokkade van de Mexicaanse oostkust in de Golf van Mexico.
Terwijl ze onderweg was naar haar nieuwe zeepost, liep de "USS Boston" fataal vast aan de grond op het eiland Eleuthera van de Bahama's, tijdens hevige windvlagen op 15 november 1846. Ofschoon de zeilsloep totaal verloren werd verklaard, kwamen alle manschappen veilig en behouden van het gestrande zeilschip. De zeilsloep verging met de loop van tijd, in weer en wind, als wrak op haar gestrande plaats...

## USS Boston (1825)
- Type: Zeilsloep - United States Navy
- Naamgeving: Boston, Massachusetts
- Gebouwd: Boston Navy Yard, Boston, Massachusetts
- Te water gelaten: 15 oktober 1825
- In dienst gesteld: 1826
- Verloren: Gestrand en aan de grond gelopen op 15 november 1846 - vergaan als wrak

### Algemene kenmerken
- Waterverplaatsing: 700 ton
- Lengte: 127 voet - 38,70 m
- Breedte: 33,90 voet - 10,33 m
- Diepgang: 16 voet - 4,87 m
- Voortstuwing: Gezeild (drie masten en boegspriet)
- Snelheid: 11 knopen (20,37 km/h)
- Bemanning: 125 officieren en matrozen
- Bewapening: 20 x 24-pounders (kanonnen met gladde loop) - (10 aan Bakboord en stuurboord)

## Bron
- Dit artikel bevat tekst van de Dictionary of American Naval Fighting Ships in publiek domein.